# Les Alleuds, Maine-et-Loire
Les Alleuds är en kommun i departementet Maine-et-Loire i regionen Pays de la Loire i nordvästra Frankrike. Kommunen ligger i kantonen Thouarcé som tillhör arrondissementet Angers. År 2018 hade Les Alleuds 905 invånare.

## Befolkningsutveckling
Antalet invånare i kommunen Les Alleuds
| Referens: INSEE |